# Empis mediterranea
Empis mediterranea är en tvåvingeart som först beskrevs av Friedrich Hermann Loew 1864.  Empis mediterranea ingår i släktet Empis och familjen dansflugor. Inga underarter finns listade i Catalogue of Life.